# Le Pin (Charente-Maritime)
Le Pin ist eine südwestfranzösische Gemeinde mit 71 Einwohnern (Stand: 1. Januar 2022) im Département Charente-Maritime in der Region Nouvelle-Aquitaine (vor 2016 Poitou-Charentes). Sie gehört zum Arrondissement Jonzac und zum Kanton Les Trois Monts. Die Einwohner werden Pinois genannt.

## Lage
Le Pin liegt etwa 60 Kilometer nordnordöstlich von Bordeaux an der Seugne. Umgeben wird Le Pin von den Nachbargemeinden Mérignac im Norden, Chantillac im Osten, Chatenet im Süden und Westen sowie Sousmoulins im Westen und Nordwesten.

## Bevölkerungsentwicklung
| Jahr                       | 1962 | 1968 | 1975 | 1982 | 1990 | 1999 | 2008 | 2019 |
| Einwohner                  | 93   | 86   | 82   | 66   | 60   | 73   | 73   | 75   |
| Quellen: Cassini und INSEE |      |      |      |      |      |      |      |      |

## Sehenswürdigkeiten
- Kirche Saint-Martin aus dem 12. Jahrhundert, seit 1991 Monument historique

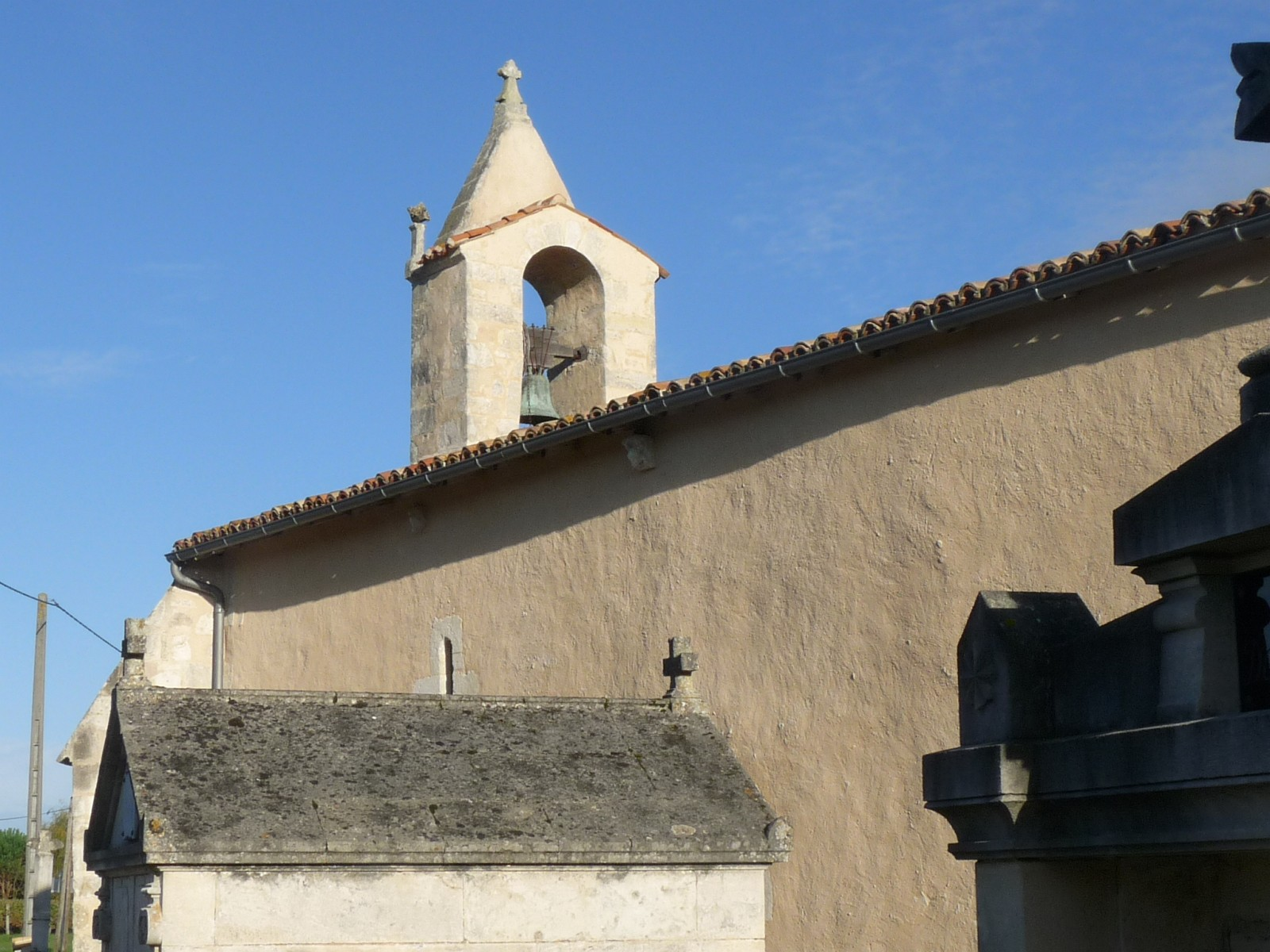
Kirche Saint-Martin